# Corne antérieure

Coupe transversale de la moelle épinière

La corne antérieure  (anterior cornu selon la nomenclature latine), encore appelée colonne antérieure ou corne ventrale est la partie antérieure de la substance grise de la moelle épinière.
Cette structure paire contient principalement les corps cellulaires des  motoneurones alpha qui assurent l'innervation des muscles squelettiques du tronc et des membres. Sur une coupe transversale de la moelle, les cornes antérieures ont une forme arrondie ou quadrangulaire. La partie postérieure est appelée la base et la partie antérieure la tête, mais il n'y a pas de nette séparation entre les deux. Elles sont séparées de la surface de la moelle par une épaisseur de substance blanche composée des faisceaux constitutifs des racines antérieures. Dans la région thoracique, la partie postéro-latérale de la corne antérieure s'élargit en un champ de forme triangulaire désigné sous le nom de corne latérale (ou colonne latérale, en latin columna lateralis).

## Pathologie
Un certain nombre de maladies neurologiques génétiques, infectieuses ou dégénératives affectent de façon préférentielle les cornes antérieures. Les principales maladies de la corne antérieure, sont la sclérose latérale amyotrophique (maladie de Charcot) et ses variantes, les amyotrophies spinales et la poliomyélite.